# Cephalops excellens
Cephalops excellens är en tvåvingeart som först beskrevs av Kertesz 1912.  Cephalops excellens ingår i släktet Cephalops och familjen ögonflugor.
Artens utbredningsområde är Taiwan. Inga underarter finns listade i Catalogue of Life.